# Orchestre Colonne
L'Orchestre Colonne è un'orchestra sinfonica francese, fondata nel 1873 dal violinista e direttore d'orchestra Édouard Colonne.

## Storia
Mentre era a capo dell'orchestra dell'Opéra de Paris, Édouard Colonne fu incaricato dall'editore Georges Hartmann di dirigere una serie di concerti popolari che fondò sotto il titolo di Concert National nel marzo 1873. Mentre in un primo momento riscosse un grande successo, gli oneri finanziari costrinsero Hartmann a ritirarsi dall'impresa.
Tuttavia Colonne decise in seguito di formare la propria orchestra, "l'Association artistique des Concerts Colonne" con sede al Théâtre du Châtelet nel novembre 1873. I Concerts Colonne ponevano particolare enfasi sulla musica contemporanea dell'epoca (Saint-Saëns, Massenet, Charpentier, Fauré, d'Indy, Debussy, Ravel, Widor, Enescu, Dukas e Chabrier). Accanto a questi furono programmati Wagner e Richard Strauss e Colonne fece rivivere la musica di Hector Berlioz come La Damnation de Faust, che fu eseguita 172 volte fino allo scoppio della prima guerra mondiale.
Gustav Mahler, Peter Tchaikovsky, Claude Debussy, Edvard Grieg, Richard Strauss, Maurice Ravel, Gabriel Pierné e Prokofiev diressero la loro musica con l'orchestra nel corso degli anni.
Gran parte della grande compagine che eseguì nel 1913, sotto la direzione di Pierre Monteux, la prima de La sagra della primavera, faceva parte di questa orchestra e fu ingaggiata per l'occasione da Sergej Djagilev.
Anche dopo l'uscita del suo fondatore, l'orchestra sostenne la nuova musica, con 22 prime nella stagione 1923-1924.
Un direttore musicale recente, Laurent Petitgirard, ha rinnovato il contratto fino al 2014. Dal 2016 l'orchestra ha utilizzato per i suoi concerti orchestrali la Salle Wagram del 1865, allora attrezzata per 800 spettatori.

## Direttori musicali
- Édouard Colonne (1873–1910)
- Gabriel Pierné (1910–1932)
- Paul Paray (1932–1956)
- Charles Münch (1956–1958)
- Pierre Dervaux (1958–1992)
- Antonello Allemandi (1992–1997)
- Laurent Petitgirard (from 2004)